# Glutarsyreuri typ 1
Glutarsyreuri typ 1 (GA1) är en autosomalt recessiv ämnesomsättningssjukdom. Några av symptomen inkluderar ackumulering av glutarsyra i blodet, subdurala blödningar, dystoni, samt påverkan på det perifera nervsystemet. GA1 dyker upp hos cirka 1/100 000 personer över hela världen och av totala andelen barn som har screenats i Sverige (480 000) har man upptäckt att 3 av de har GA1. Dessa siffror kan dock vara lägre än det faktiska antalet, bland annat på grund av att de kan ha GA1 men saknar diagnos och är symtomfria, p.g.a. att de inte har en lika allvarlig variant.

## Genetik
Att (GA1) är en autosomalt recessiv ämnesomsättningssjukdom innebär att en individ kan vara bärare av sjukdomen utan att ha några symtom även om den ena allelen hos en gen är defekt. Detta innebär att båda föräldrarna antingen måste vara bärare, eller lida av sjukdomen för att sjukdomen ska dyka kunna upp hos avkomman.
Anledningen till GA1 är SNPs i GCDH-genen som, beroende på vilken SNP det rör sig om, har påverkat enzymet glutaryl-CoA-dehydrogenas. Detta enzym är involverat i ett kataboliskt system med L-lysin, L-hydroxylysin och L-tryptofan. 
GCDH-genen sitter på lokuset 19p13.31 och har totalt 12 exon. Det vanligaste transkriptet har en storlek på 8 944 baspar med totalt 11 exon. Man har hittat sammanlagt 16 olika transskript för genen. Det finns 9 olika kända varianter som orsakar sjukdomen och några av dem är TYR295HIS, ALA421VAL, THR416ILE, ARG402TRP1. I TYR295HIS-varianten ändras proteinet på ett sådant sätt att proteinets enzymatiska aktivitet minskar, utan att proteinet bryts ned på grund av instabilitet. ALA421VAL-varianten har studerats hos Old Order Amish of Lancaster County, Pennsylvania och denna har liknande defekter, d.v.s. att varianten leder till en försämrad enzymatisk aktivitet hos proteinet. Detta visar att beroende på vilken typ av mutation som sker kommer proteinet påverkas på olika sätt, men ändå leder det till samma symtom.

## Diagnos
En vanlig metod för att diagnostisera denna sjukdom är ett PKU-test där nyfödda barn screenas för bland annat aminosyrametabolismdefekter. I detta fall sker testet genom att ett blodprov tas och analyseras för att se om halten av ämnet acylkarnitin ligger på en normal nivå. Blodprovet analyseras genom tandemmasspektrometri. Hittills finns det inte några studier som pekar på en specifik patologisk nivå, men att en förhöjd nivå acylkarnitin indikerar sjukdom.

## Behandling
Behandlingen består av att patienten får följa en specifik diet, bland annat fattig i vissa aminosyror eftersom patienten inte kan bryta ner dessa. När intaget av dessa aminosyror minskat till en adekvat nivå, kan mycket av symtomen förhindras. Patienten behandlas olika beroende på hur svår metabolismdefekten är hos dem och kan variera från att ha en specifik diet endast från födseln till cirka 12 år gammal till att ha det hela livet.